# Wang Hongju
Wang Hongju (chinesisch 王鴻舉 / 王鸿举, Pinyin Wáng Hóngjǔ, * Oktober 1945 in Yuzhong, Chongqing (China)) war von 2003 bis 2009 der Bürgermeister von Chongqing und ist seit 2002 Mitglied des Zentralkomitees der Kommunistischen Partei Chinas.
Wang machte 1968 einen Abschluss in Mathematik an der Sichuan-Universität. Nach seinem Eintritt in die Kommunistische Partei Chinas (KPCh) 1979 übernahm Wang zunächst niedrige Posten, stieg jedoch langsam in der Parteihierarchie auf. 1997 wurde er stellvertretender Parteisekretär und stellvertretender Bürgermeister von Chongqing.
Ab Oktober 2002 übernahm er zunächst vorläufig die Amtsgeschäfte als Bürgermeister von Chongqing und wurde im Januar 2003 auf dem Volkskongress von Chongqing offiziell bestätigt. Dieses Amt hatte er bis 2009 inne.
Seit 2002 ist er Mitglied im Zentralkomitees der KPCh. Seit 2003 ist er Mitglied des Nationalen Volkskongresses und seit 2009 stellvertretender Vorsitzender von dessen Komitee für Umwelt- und Ressourcenschutz.